# Emakhazeni
Emakhazeni (officieel Emakhazeni Local Municipality) is een gemeente in het Zuid-Afrikaanse district Nkangala.
Emakhazeni ligt in de provincie Mpumalanga en telt 47.000 inwoners.

## Hoofdplaatsen
Het nationaal instituut voor de statistiek, Stats SA, deelt sinds de census 2011 deze gemeente in in 9 zogenaamde hoofdplaatsen (main place):
Dullstroom • eMakhazeni A • eMalahleni NU • Emgwenya • eNtokozweni • Machadodorp • Sakhelwe • Siyathuthuka • Waterval Boven.